# Oleno (Acaia)

Antica Acaia con i nomi delle città in greco

Oleno (in greco antico: Ώλενος?, Olĕnus) fu un'antica città greca dell'Acaia nel Peloponneso, situata alla foce del fiume Piro (Peiros) sulla costa occidentale dell'Acaia fra Dime (Dyme) e Patrasso (Patrae), probabilmente nei pressi della località di Tsoukaleika.
In Omero e nelle leggende degli Etoli appare come una città degli Epei. Attraverso di lei passavano forse le migrazioni degli Arcadi verso Cipro. All'inizio dell'epoca storica era già in piena decadenza, e nelle varie leghe achee figura come città minore; era già abbandonata al tempo di Strabone.